# Jenna Nighswonger
Jenna Nighswonger, född 28 november 2000 i Huntington Beach, är en amerikansk fotbollsspelare.

## Karriär
Jenna Nighswonger inledde efter spel på collegenivå sin seniorkarriär i LA Galaxy OC år 2019. 2023 flyttade hon till NJ/NY Gotham FC. Hon debuterade i USAs landslag år 2023, och ingick i det amerikanska lag som vid olympiska sommarspelen 2024 i Paris tog guld efter att ha besegrat Brasilien i finalmatchen.